# 그레고리오 만사노
그레고리오 만사노 바예스테로스 (Gregorio Manzano Ballesteros, 1956년 3월 11일 ~ )는 스페인의 축구 감독이다.

## 수상

### 감독
마요르카
- 코파 델 레이 (1): 2002–03

### 개인
- 돈 발론 상-올해의 감독 (1): 2008
- 중국 축구 협회-올해의 감독 (1): 2014